# Долотин, Семён Филиппович
Семён Фили́ппович Доло́тин (1784—1855) — генерал-майор, герой Заграничного похода русской армии 1813—1814 годов.

## Биография
Родился в 1784 году в станице Луганской Области Войска Донского.
В военную службу вступил в начале 1800-х годов. В 1806—1811 годах находился в Европейской Турции и сражался против турок на Дунае. 7 октября 1811 года, будучи в чине хорунжего, награждён золотым оружием с надписью «За храбрость».
Во время Отечественной войны 1812 года есаул Долотин состоял в Донском казачьем полку Луковкина и принимал участие в изгнании армии Наполеона из пределов России.
Затем Долотин в рядах главной русской армии совершил Заграничный поход. 7 октября 1813 года он был удостоен ордена св. Георгия 4-й степени (№ 2707 по кавалерскому списку Григоровича — Степанова)
За отличие в сражениях под г. Лейпцигом 4—7 октября 1813 года.
По окончании Наполеоновских войн Долотин продолжал службу в Донском казачьем войске, был полковником и во время Русско-турецкой войны 1828—1829 годов командовал казачьим полком своего имени в Дунайской армии. Вышел в отставку с производством в генерал-майоры.
Скончался в 1855 году.
Его сын Филипп был также генерал-майором и с отличием участвовал в Крымской войне.